# 东盛街道 (长春市)
东盛街道，是中华人民共和国吉林省长春市二道区下辖的一个乡镇级行政单位。

## 行政区划
东盛街道下辖以下地区：
鑫旺社区、公平社区、光荣社区、亚泰社区、万通社区和双安社区。